# Lech Kuropatwiński
Lech Stefan Kuropatwiński (ur. 4 lipca 1947 w Grodnie, zm. 20 grudnia 2022 w Bydgoszczy) – polski polityk, przedsiębiorca, rolnik, samorządowiec, działacz związkowy, poseł na Sejm IV i V kadencji, przewodniczący ZZR „Samoobrona” (2011–2022) oraz partii Samoobrona (2012–2022).

## Życiorys
W 1978 ukończył Średnie Studium Zawodowe w Kowalu. W latach 1969–1989 był kierownikiem gospodarstwa Spółdzielni Kółek Rolniczych w Kowalu. Następnie do 2000 prowadził działalność gospodarczą. Był właścicielem m.in. zakładu masarskiego, prowadził również kilkuhektarowe gospodarstwo rolne w Strzałach. Działał w Ochotniczej Straży Pożarnej, był członkiem zarządu powiatowego i przewodniczącym zarządu gminnego OSP.
Od 1970 do 1989 należał do Polskiej Zjednoczonej Partii Robotniczej. Od 1976 do 1998 zasiadał w gminnej radzie narodowej, a następnie w radzie gminy Kowal. W latach 1985–1989 był też członkiem Wojewódzkiej Rady Narodowej we Włocławku. W 1997 wstąpił do Związku Zawodowego Rolnictwa „Samoobrona” oraz do partii Przymierze Samoobrona. Wszedł do jej rady krajowej i został wiceprzewodniczącym rady wojewódzkiej.
W wyborach do Sejmu w 2001 uzyskał mandat poselski na Sejm IV kadencji jako kandydat tego ugrupowania (działającego już jako Samoobrona Rzeczpospolitej Polskiej) z okręgu toruńskiego (dostał 2840 głosów). Pracował w Komisji Ochrony Środowiska, Zasobów Naturalnych i Leśnictwa oraz w Komisji Polityki Społecznej i Rodziny.
W 2004 Sąd Rejonowy we Włocławku skazał go na karę roku pozbawienia wolności z warunkowym zawieszeniem jej wykonania na trzyletni okres próby oraz 5 tys. zł grzywny za podrabianie podpisów na liście płac kilkunastu byłych pracowników swojej upadłej masarni. Wyrok ten został w lipcu 2005 utrzymany w mocy przez Sąd Okręgowy we Włocławku po odrzuceniu apelacji jego obrony.
W wyborach w 2005, otrzymawszy 6115 głosów, po raz drugi został posłem. Zasiadał w Komisji Rolnictwa i Rozwoju Wsi. W przedterminowych wyborach parlamentarnych w 2007 bezskutecznie ubiegał się o reelekcję (otrzymał 2858 głosów). W kwietniu 2006 został przewodniczącym kujawsko-pomorskiej Samoobrony RP, a w grudniu 2007 wszedł w skład prezydium partii. Od 2007 do 2008 pracował w regionalnym oddziale Agencji Nieruchomości Rolnych. W 2008 został członkiem Wojewódzkiej Rady Zatrudnienia w Toruniu. Pełnił funkcję przewodniczącego rady Fundacji Szansa dla Gmin. Powołany w skład Rady Społecznego Ubezpieczenia Rolników.
W wyborach samorządowych w 2010 bez powodzenia kandydował na wójta gminy Kowal (otrzymał 5,99% głosów) i do rady powiatu włocławskiego z listy partii Nasz Dom Polska – Samoobrona Andrzeja Leppera. Wstąpił następnie do tego ugrupowania, a w maju 2011 wszedł w skład jego rady krajowej. W wyborach parlamentarnych w 2011 bez powodzenia kandydował do Sejmu z 1. miejsca listy Polskiej Partii Pracy – Sierpień 80, uzyskując 565 głosów (startował w ramach porozumienia Samoobrony RP z tą partią).
W październiku 2011 został przewodniczącym ZZR „Samoobrona”, a w marcu 2012 wiceprzewodniczącym partii Samoobrona. W sierpniu tego samego roku przejął obowiązki przewodniczącego partii do czasu wyboru nowych władz (po rezygnacji Andrzeja Prochonia). Na kongresie z 4 listopada 2012 został wybrany na przewodniczącego partii. Związkiem i ugrupowaniem kierował do czasu swojej śmierci w 2022.
W 2014 ubiegał się o mandat radnego Sejmiku Województwa Kujawsko-Pomorskiego, a w 2015 był liderem listy Samoobrony do Sejmu. W 2018 jako przedstawiciel Samoobrony był kandydatem ugrupowania Wolni i Solidarni do sejmiku województwa (nie uzyskał mandatu). W grudniu 2020 został powołany w skład utworzonej przez prezydenta Andrzeja Dudę Rady ds. Rolnictwa i Obszarów Wiejskich.
Został pochowany na cmentarzu parafialnym w Kowalu.

## Życie prywatne
Syn Stefana i Heleny. Był żonaty, miał czworo dzieci.

## Wyniki w wyborach parlamentarnych
| Wybory | Komitet wyborczy                    | Komitet wyborczy                    | Organ              | Okręg        | Wynik        |
| ------ | ----------------------------------- | ----------------------------------- | ------------------ | ------------ | ------------ |
| 2001   |                                     | Samoobrona Rzeczpospolitej Polskiej | Sejm IV kadencji   | nr 5         | 2840 (0,87%) |
| 2005   | Samoobrona Rzeczpospolitej Polskiej | Sejm V kadencji                     | nr 5               | 6115 (2,14%) |              |
| 2007   | Samoobrona Rzeczpospolitej Polskiej | Sejm VI kadencji                    | nr 5               | 2858 (0,73%) |              |
| 2011   |                                     | Polska Partia Pracy – Sierpień 80   | Sejm VII kadencji  | nr 5         | 565 (0,16%)  |
| 2015   |                                     | Samoobrona                          | Sejm VIII kadencji | nr 5         | 252 (0,07%)  |